# Mysidium gracile
Mysidium gracile är en kräftdjursart som först beskrevs av James Dwight Dana 1852.  Mysidium gracile ingår i släktet Mysidium och familjen Mysidae. Inga underarter finns listade i Catalogue of Life.